# Лиард (монета)
Вижте пояснителната страница за други значения на Лиард.
Лиа̀рд (на френски: Liard) е френска монета от XIV – XVIII век.

## История

### Във Франция
Първоначално лиардът е бил дребна монета в Дофинѐ (историческа област, присъединена към Франция през 1342 г.), равна на 3 дофински дение. Монетата е сечена от низкопробно сребро. На аверса обикновено е изобразяван делфин.
При Луи XII (1461 – 1483) лиардът става общофренска монета, равна на 3 турско дение. Теглото на монетата възлиза на 1,2 g , проба среброто е от проба 250.
Лиард редовно е сечен до края на XVIII век, обаче качеството и теглото на монетите постоянно се понижава. В средата на XVI век лиардът тежи вече 1,06 g, а пробата на среброто се намалява до 188, при Анри III (1574 – 1589) теглото почти не е променено (около 1 g), но пробата се намалява до 125.
През 1648 г. е пуснат първият меден лиард с тегло 3,8 – 4 g. На някои монети е отбелязван номиналът от 3 дение (3d), на други – Liard de France.
От времето на Луи XV (1715 – 1774) лиардът тежи вече 3 g, при това става най-дребната разменна монета във Франция.
Монетата е сечена чак до въвеждането на новата монетна система – франк = 100 сантима. Последните лиарди са иззети от обращение през 1856 г.; к этому времени лиард стоил 0,25 су.

### В други страни
Названието лиард носят също още няколко монети:
- Разменна монета на Нидерландия, въведена от император Карл V през XVI ве. По-късно така се е наричала разменна монета на Австрийска Нидерландия, равна на 0,25 су = 0,042 ескалина = 0,0046 кроненталера (до окупацията от революционна Франция прз 1794 г.).
- Разменна монета на Люксембург, равна на 1⁄80 люксембургска ливра или 1⁄20 от сол.
- Нископробна монета на Монако („лиардо“), сечена за пръв път през 1720 г.